# Objezierze (powiat bytowski)
Objezierze (kaszb. Òbjezerzé, niem. Wobeser) – osada w Polsce położona w województwie pomorskim, w powiecie bytowskim, w gminie Trzebielino. Miejscowość jest siedzibą sołectwa Objezierze w którego skład wchodzi również Myślimierz.
W latach 1975–1998 miejscowość położona była w województwie słupskim.

## Nazwa
Nazwa Wobeser w dokumentach   występuje przede wszystkim jako nazwisko, które prawdopodobnie powstało od nazwy miejscowości;  nazwa  dzisiejsza od wyrażenia przyimkowego >ob.  (przez, podczas)   jezioro<; niem. Wobeser.

## Zabytki
- Kościół filialny Narodzenia NMP budowany w 1858 roku z głazów narzutowych[4].
- zespół folwarczny z końca XIX w .